# Barbagia de Belvì
La Barbagia de Belvì és una regió històrica de Sardenya central, dins la província de Nuoro, que limita amb les subregions sardes de Barigadu, Mandrolisai, Barbagia di Seùlo, Ogliastra i Sarcidano. Es troba als vessants del Gennargentu. Comprèn els municipis de Aritzo, Belvì, Desulo, Gadoni, Meana Sardo, Tonara. A l'edat mitjana fou una curatoria del Jutjat d'Arborea.